# Pucok Lueng
Pucok Lueng is een bestuurslaag in het regentschap Aceh Barat van de provincie Atjeh, Indonesië. Pucok Lueng telt 471 inwoners (volkstelling 2010).